# Les Lucs-sur-Boulogne
Les Lucs-sur-Boulogne è un comune francese di 3 296 abitanti situato nel dipartimento della Vandea nella regione dei Paesi della Loira.

## Società

### Evoluzione demografica
Abitanti censiti